# Łužyca

Logo der Sendung Łužyca

Früheres Logo der Sendung Łužyca

Łužyca (niedersorbisch für „Lausitz“) ist ein Fernsehmagazin des Rundfunks Berlin-Brandenburg (RBB), das sich vornehmlich an die Sorben/Wenden in der brandenburgischen Niederlausitz wendet. Die Beiträge werden in niedersorbischer Sprache gesendet und sind mit deutschen Untertiteln versehen.
Łužyca wurde erstmals im Jahre 1992 beim damaligen Ostdeutschen Rundfunk Brandenburg (ORB) ausgestrahlt und auch von diesem produziert. Heute ist das Magazin alle vier Wochen im Programm. Die Sendung befasst sich mit den politischen und kulturellen Belangen der Niedersorben. Alle drei Monate wird eine monothematische Sendung in Programm gesetzt.
Das Magazin wird in der Regel von Christian Matthée moderiert.

## Quelle
- Infos über die Sendung und den Themen beim RBB